# Arthur Spiegel
Arthur Spiegel (ur. 1885 w Chicago, zm. 7 kwietnia 1916 w Nowym Jorku) – amerykański prezes i właściciel firmy wysyłkowej mebli Spiegel Stern May Co.

## Życiorys
Arthur Spiegel urodził się w 1885 roku. Założył firmę wysyłkową w wieku 19 lat. Zachorował i zmarł na zapalenie płuc w hotelu plaza w Nowym Jorku. Posiada swoją gwiazdę na Hollywoodzkiej Alei Gwiazd.